# فلسفة الصيرورة
فلسفة الصيرورة (بالإنجليزية: Process Philosophy)، ويُطلق عليها أيضًا أنطولوجيا التغير والتحول أو الفلسفة العضوية، هي فلسفة تُحدد الواقع الميتافيزيقي بناءً على عملية التغير. وتنظر فلسفة الصيرورة إلى التغير بوصفه حجر الزاوية بالنسبة للواقع وحجر الزاوية في التفكير في أن تصير أو تتغير، وذلك في مقابل النموذج الكلاسيكي للتغير بوصفه وهمًا (كما ناقشه بارمنيدس) أو أنه شيء عرضي وغير جوهري (كما ناقشه أرسطو). طرح بعض الفلاسفة منذ عصر أفلاطون وأرسطو، فكرة الواقع الحقيقي بوصفه أبدي وقائم على جواهر دائمة، بينما ترفض الصيرورات الجواهر الأبدية أو تقلل من شأنها. فإذا تغير سقراط وأصبح مريضًا، فإن سقراط يظل هو هو نفسه (أي أن جوهر سقراط يبقى كما هو)، والتغير (مرضه) يمر فقط عبر جوهره: فالتغير شيء عرضي مؤقت بينما الجوهر عنصر أساسي. ولذلك فإن الأنطولوجيا الكلاسيكية تنكر أي واقع كامل خاص بالتغير، إذ أنها تتصوره فقط كأمر عارض مؤقت وليس جوهري أو أساسي. وتلك الأنطولوجيا الكلاسيكية هي ما جعلت المعرفة ونظرية المعرفة ممكنة، إذ أنها اعتقدت أن العلم بشيء ما في حالة صيرورته هو عمل بطولي يستحيل الوصول إليه.
يشمل الفلاسفة الذين يدعون إلى الصيرورة عوضًا عن الجوهر الخالدة: هيراقليطس وكارل ماركس وفريدريك نيتشة وهنري برجسون ومارتن هايدجر وتشارلز ساندرز بيرس ووليم جيمس وألفريد نورث وايتد وألفريد كورزبسكي وكولنجوود وألان واتس وروبرت م. برسيج وروبيرتو مانجابيرا أنجر وتشارلز هارشورن وآران جير ونيقولاس ريشر وكولن ويلست وجاك دريدا وبرونو لاتور وجورج فيلهلم فردريك هيجل وجيل دولوز. ويميز إيليا بريجوجين في مجال الفيزياء، بين فيزياء الكينونة وفيزياء الصيرورة. ولا تغطي فلسفة الصيرورة الحدوس والخبرات العلمية فقط، لكنها يمكن أن تستخدم بوصفها جسرًا مفاهيميًا بين الفلسفة والدين والعلم لتسهيل النقاشات فيما بينهم. وتصنَف فلسفة الصيرورة أحيانًا على أنها أقرب للفلسفة القارية منها عن الفلسفة التحليلية، لأنها تُدرس عادة في أقسام القارية فقط. ومع ذلك ترى بعض المصادر أنه ينبغي وضع فلسفة الصيرورة في مكان ما في المنتصف بين قطبي المناهج القارية والمناهج التحليلية في الفلسفة المعاصرة.

## التاريخ

### في الفكر اليوناني القديم
صرح هيراقليطس أن الطبيعة الأساسية لكل الأشياء هي التغير. وظهر الاقتباس التالي لهيراقليطس في محاورة كراتيليوس لأفلاطون، مرتين؛ في الفقرة (د401): كل الموجودات أو الكيانات في حالة حركة ولا يبقى شيء على حالته. وفي الفقرة (أ402): كل شيء يتغير ولا يبقى شيء على حالته.. وأنت لا تستطيع النزول إلى نفس النهر مرتين. ويعتبر هيراقليطس النار بوصفها أكثر عنصر جوهري أو أساسي: كل الأشياء في حالة تبادل مع النار، والنار من أجل كل الأشياء، تمامًا مثل السلع من أجل الذهب والذهب من أجل السلع. ونجد في الفقرة التالية تفسيرًا بمصطلحات حديثة لتصورات هيراقليطس، كتبها نيقولاس ريشر: الواقع ليس كوكبة أو مجموعة من الأشياء ولكنه مجموعة من الصيرورات. والمكون الأساسي لهذا العالم ليس جوهر مادي ولكنه تدفق متطاير أي النار، وكل الأشياء ما هي إلا نسخ من ذلك. الصيرورة هي الشيء الأساسي: فالنهر ليس شيئًا ولكنه تدفق وسريان مستمر؛ والشمس ليست شيئًا ولكنها نار مستمرة. كل شيء هو مادة للصيرورة والنشاط والتغير.ر
ويوجد تعبير مبكر عن هذه الرؤية في شذرات هيراقليطس. فهو يطرح مفهوم الصراع بوصفه الأساس الكامن وراء الواقع بأكمله الذي يتحدد من خلال التغير. وكان التوازن والتقابل في الصراع، هو الأسس الخاصة بالتغير والاستقرار في تدفق وسريان الوجود.

### القرن العشرين
أخذت فلسفة الرياضيات على عاتقها في أوائل القرن العشرين، مهمة تطوير الرياضيات بوصفها نسق أكسيومي (بديهي) محكم، يمكن من خلاله اشتقاق أي حقيقة بشكل منطقي من مجموعة من البديهيات. وفُهم هذا الموضوع بطرق عديدة في مجال أسس الرياضيات، بوصفه نزعة منطقية أو كجزء من البرنامج الصوري لدى دافيد هيلبرت. وحاول ألفريد نورث وايتد وبرتراند راسل إكمال هذا البرنامج أو على الأقل تسهيله، من خلال كتابهم المهم برنكيبيا ماتيماتيكا (مبادئ الرياضيات)، والذي زعم بناء نظرية المجموعة بشكل متسق منطقيًا يؤسس للرياضيات. وسع بعد ذلك وايتد اهتمامه بالعلوم الطبيعية والتي وجدها في حاجة إلى أساس فلسفي عميق. أدرك وايتد بحدسه أن العلوم الطبيعية تصارع للتغلب على الأنطولوجيا التقليدية المتعلقة بالجواهر المادية الأبدية، والتي لم تعد ملائمة للظواهر الطبيعية. وتُفهم الأشياء المادية وفقًا لوايتد بشكل أكثر صحة بوصفها صيرورة. وأصدر في عام 1929 أكثر أعماله شهرة في فلسفة الصيرورة (الصيرورة والواقع)، مكملًا العمل الذي بدأه هيجل لكنه قدم وصفًا للأنطولوجيا أكثر تعقيدًا وتدفق حركي.
توصف الحقيقة في فكر الصيرورة بوصفها حركة داخل ما هو جوهري أو حركة تمر من خلاله (الحقيقة الهيجلية)، بدلًا من أن تكون الجواهر عبارة عن تصورات أو أشياء ثابتة (الحقيقة الأرسطية). ويتميز فكر الصيرورة منذ وايتد عن هيجل في أنه يصف الكيانات التي تنشأ أو تتجمع في الصيرورة أو التحول، بدلًا من أن تكون محددة جدليًا ببساطة عن المحددات المطروحة بشكل أولي أو مسبق. وتشير تلك الكيانات إلى أنها تمثل تركيبات لأسباب الخبرة. ومتميزة أيضًا في كونها ليست متعارضة أو متصارعة بالضرورة في عملها. ويمكن للصيرورة أن تكون تكاملية أو غير بناءة أو كلاهما معًا، مما يسمح بجوانب التداخل والتأثير والتلاقي ومناقشة الاتساق في العالم، بالإضافة إلى التطويرات الجزئية المعينة، أي تلك الجوانب غير الملائمة لمذهب هيجل. ويُنظر إلى حالات المسببات المحددة للخبرة، على الرغم من أنها سريعة الزوال، بوصفها مهمة لتحديد نوع ودوام مسببات الخبرة تلك، والتي تتدفق منهم أو ترتبط بهم.

## كتاب وايتهد الصيرورة والواقع
بدأ ألفريد نورث وايتد في التدريس والكتابة حول الصيرورة والميتافيزيقا عندما انضم إلى جامعة هارفارد في عام 1924. ولاحظ وايتد في كتابه (العلم والعالم الحديث 1925) أن الحدويس والخبرات البشرية الخاصة بالعلم والجماليات والأخلاق والدين، تؤثر على الرؤية الكلية للمجتمع، لكن العلم يسيطر على الثقافة الغربية في العديد من القرون الأخيرة. وسعى وايتد نحو رؤية كلية وكوسمولوجيا شاملة لتقديم نظرية وصفية منهجية للعالم، والتي يمكن استخدامها للحدوس البشرية المتنوعة والمكتبسة من خلال الخبرات الأخلاقية والجمالية والدينية والعليمة، وليس العلمية فقط. ولم تكن تأثيرات وايتهد قاصرة على الفلاسفة أو الفيزيائيين أو علماء الرياضة. وتأثر بالفيلسوف الفرنسي هنري برجسون (1941 – 1859)، الذي ذكر فضله بالإضافة إلى وليم جيمس وجون ديوي في مقدمة كتاب الصيرورة والواقع.

## التراث والتطبيقات

### علم الأحياء
طور رولف ساتلر في مورفولوجيا (علم التشكل) النبات، نوعًا من مورفولوجيا الصيرورة (مورفولوجيا حركية)، إذ تتغلب على ثنائية البنية والصيرورة أو الوظيفة والبنية، والتي تعتبر شائعة في علم الأحياء. فوفقًا لمورفولوجيا الصيرورة فإن الأبنية مثل أوراق النباتات لا تمتلك صيرورات لأنها هي صيرورات في ذاتها. ويعتبر العديد من المؤلفين في مجال التطور والتطوير، أن طبيعة التغيرات المرتبطة بالأجسام البيولوجية أكثر راديكالية مما هي عليه في الأنظمة الفيزيائية. ففي علم الأحياء فإن التغيرات ليست مجرد تغيرات للحالة في مكان معطى بشكل مسبق، بدلًا من المكان والبنيات الرياضية اللازمة لفهم تغير الجسم عبر الزمن وبشكل أكثر عمومية.

### علم البيئة
لعبت فلسفة الصيرورة دورًا هامًا في الخطاب المتعلق بعلم البيئة (الإيكولوجيا) والاستدامة، مع رؤيتها لكل شيء بشكل مترابط وأن كل أشكال الحياة لها قيمة وأن الموجودات غير البشرية هي أيضًا تواجه الأمر. وكان أول كتاب يربط بين فلسفة الصيرورة والأخلاق البيئية هو عمل جون ب. كوب الابن في عام 1971 (هل الأمر متأخر جدًا: لاهوت الإيكولوجيا). وحرر جون كوب ودبليو إم أندرو شوارتز، كتابًا أكثر حداثة في عام 2018 بعنوان (الفلسفة في حيز التطبيق: نحو حضارة إيكولوجية)، إذ يستكشف المشاركين بوضوح، الطرق التي يمكن من خلالها تطبيق فلسفة الصيرورة لمناقشة أكثر الموضوعات الملحة التي تواجه عالمنا المعاصر، وذلك عبر المشاركة في التحول نحو حضارة إيكولوجية. نشأ هذا الكتاب من انعقاد أكبر مؤتمر دولي حول موضوع الحضارة الإيكولوجية (انتزاع البديل: نحو حضارة إيكولوجية)، والذي نظمه مركز دراسات التغير في يونيو 2015. وضم المؤتمر ما يقارب 2000 مشارك من جميع أنحاء العالم، وأبرز أمثال هؤلاء الرواد في الحركة البيئية، مثل بيل ماكبين وفاندانا شيفا وجون ب. كوب الابن وويز جاكسون وشيري لياو. ويقترن مفهوم الحضارة الإيكولوجية عادة مع فلسفة الصيرورة لألفريد نورث وايتد – وتحديدًا في الصين.

### الرياضيات
عادت بعض أفكار وايتد إلى الظهور مندمجة مع النزعة المعرفية (الإدراكية)، في فلسفة الرياضيات، وذلك في صورة العلم المعرفي (الإدراكي) للرياضيات، وأطروحات الذهن المجسد. ذهب في وقت مبكر إلى حد ما، استكشاف التطبيق الرياضي والاتجاه شبه التجريبي في الرياضيات منذ الخمسينيات إلى الثمانينيات في القرن العشرين، نحو إيجاد بدائل لما بعد الرياضيات في السلوكيات الاجتماعية الخاصة بالرياضيات نفسها: فعلى سبيل المثال، وحد بول إردوس بين اعتقاده المتزامن في الأفلاطونية والكتاب الكبير الواحد الذي يحوي كل البراهين، وبين حاجته أو قراره الشخصي الاستحواذي، إلى التعاون مع أكبر عدد ممكن من علماء الرياضيات الآخرين. بدت تلك العملية دون النتائج، أنها تحرك سلوكه بوضوح والاستخدام الغريب للغة، كما لو كان تجمع إردوس والمشاركين في البحث عن البراهين، يخلقون إدراكًا أو معنى مباشرًا للآخرين من علماء الرياضيات، والذي يمثل في ذاته تعبيرًا عن الإرادة الإلهية. تصرف إردوس بالتأكيد كما لو لم يكن هناك شيء آخر في العالم له أهمية بما في ذلك المال والحب، مثلما أكد في سيرته الذاتية (الرجل الذي أحب الأرقام فقط).

### الطب
يبدو أن العديد من مجالات العلوم وتحديدًا الطب، يستخدمون بشكل حر أفكار فلسفة الصيرورة، وبشكل محدد نظرية الألم والشفاء في أواخر القرن العشرين. بدأت فلسفة الطب في الانحراف إلى حد ما عن المنهج العلمي، وركزت على النتائج القابلة للتكرار في الجزء الأخير من القرن العشرين، وذلك من خلال تبنيها لفكر شعبوي ومنهج أكثر براجماتية في الموضوعات الخاصة بالصحة العامة والصحة البيئية وتحديدًا الصحة العقلية. وساهم في هذا المجال الأخير، كل من ر. د. لينج وتوماس سيش وميشيل فوكو في تحريك الطب بعيدًا عن التأكيد على العلاجات، ودفعها نحو مفاهيم الأفراد في التوازن مع مجتمعهم، فكل منهم يتغير، ومقابل تلك العلاجات اللانهائية أو الحاسمة والتي كان مرجح جدًا قابليتها للقياس.

### علم النفس
استُكشف على نطاق واسع مرة أخرى، موضوع الخيال في علم النفس منذ وايتد، وأصبح التساؤل حول الجدوى أو الموضوعات الأبدية للفكر، أمرًا محوريًا بالنسبة لاستكشافات نظرية الذهن المتضرر، والتي تؤطر العلوم المعرفية في ما بعد الحداثة. أدى الفهم البيولوجي لمعظم الموضوعات الأبدية والتي تظهر كأداة معرفية متماثلة لكن مستقلة، إلى الاستحواذ على تجسد الصيرورة، أي انبثاق تلك المعارف الإدراكية.